# Ben Watkins
Ben Watkins – brytyjski muzyk i producent, twórca muzyki elektronicznej (psychedelic trance, goa trance), lider zespołu Juno Reactor.
Muzykę rozpoczął tworzyć w roku 1982. Karierę rozpoczął w londyńskim nowofalowym zespole The Hitmen (jego członkiem był wówczas m.in. Alan Wilder, późniejszy członek zespołów Depeche Mode i Recoil). Watkins był poza tym członkiem zespołu Empty Quarter (wraz z Martinem "Youth" Gloverem z post punkowego zespołu Killing Joke).
Po występach w tych zespołach rockowych Watkins, wspólnie z Adamem Petersem, założył zespół The Flowerpot Men (nie mylić z brytyjskim zespołem pop The Flower Pot Men). Nagrał on kilka utworów, które mogły stać się wzorcem muzyki, jaką wkrótce nazwano techno. Kolejnym zespołem, w którym działał Watkins był Sunsonic (dawny The Flowerpot Men). Następnie uczestniczył on w wielu mniejszych i krótkotrwałych projektach muzycznych (m.in. Psychoslaphead), by ostatecznie stworzyć formację Juno Reactor.
Ben Watkins był również współkompozytorem i współproducentem solowego albumu Traci Lords – 1000 Fires.